# 帕林 (科羅拉多州)
帕林（英語：Parlin）是位於美國科羅拉多州甘尼森縣的一個非建制地區。該地的面積和人口皆未知。

## 地理
帕林的座標為38°30′11″N 106°43′34″W / 38.50306°N 106.72611°W，而該地的平均海拔高度為2418米（即7933英尺）。